# Пјер Бомарше
Пјер-Огистен Карон де Бомарше (франц. Pierre-Augustin Caron de Beaumarchais; 24. јануар 1732 - 18. мај 1799) био је француски полимат (полихистор). У разним периодима свог живота био је часовничар, проналазач, драмски писац, музичар, дипломата, шпијун, издавач, хортикултуриста, трговац оружјем, сатиричар, финансијер и револуционар (и француски и амерички).
Рођен као син париског часовничара, Бомарше се уздигао у француском друштву и постао утицајан на двору Луја XV као проналазач и наставник музике. Остварио је низ важних пословних и друштвених контаката, играо је разне улоге дипломате и шпијуна и стекао је велико богатство пре него што је низ скупих судских процеса угрозило његову репутацију.
Рани француски присталица америчке независности, Бомарше је лобирао француску владу у име америчких побуњеника током америчког рата за независност. Бомарше је надгледао прикривену помоћ француске и шпанске владе у испоруци оружја и финансијску помоћ побуњеницима у годинама пре формалног уласка Француске у рат 1778. године. Касније се мучио да поврати новац који је лично инвестирао. Такође је био учесник у раним фазама Француске револуције 1789. године. Вероватно је, међутим, најпознатији по својим позоришним делима, посебно по три драме о Фигару.

## Детињство и младост
Бомарше је рођен као Пјер-Огистен Карон у улици Сан-Дени, Париз, 24. јануара 1732. Био је једини дечак међу шесторо преживеле деце Андре-Шарла Карона, часовничара из Моа. Породица је претходно припадала хугенотима, али је прешла на римо-католичанство након опозива Нантеског едикта и појачаног прогона протестаната који су уследили. Породица је припадала средњој класи, а Бомарше је имао мирно и срећно детињство. Као сина јединца размазили су га родитељи и сестре. Интересовао се за музику и свирао неколико инструмената. Иако је рођен као католик, Бомарше је задржао симпатије према протестантима и током целог свог живота борио се за њихова грађанска права. Једна од његових сестара, Мари-Жозеф Карон, касније је постала уметница; њихов рођак била је уметница Сузан Карон.
Од своје десете године Бомарше се школовао у „сеоској школи“ где је мало научио латински језик. Две године касније, са дванаест година, напустио је школу да би радио као шегрт код свог оца и научио часовничарски занат. Можда је своја искуства током ових година користио као инспирацију за лик Херубина када је написао Фигарову женидбу. Генерално је занемаривао свој посао, а отац га је у једном тренутку избацио, да би му касније било дозвољено да се врати након извињења због лошег понашања.
У то време џепни сатови обично нису били поуздани и носили су се више као модни додаци. Као одговор на то, Бомарше је провео скоро годину дана истражујући побољшања. У јулу 1753. године, у двадесетпрвој години, изумео је зупчасти прекидач за сатове који је омогућио да буду знатно тачнији и компактнији.
Први човек који се заинтересовао за овај нови изум био је Жан-Андре Лепо, краљевски часовничар у Француској, чији су се сатови могли наћи у Луксембуршкој палати, Палачи Тиљерије, Краљевској палати и Ботаничкој башти. Лепо је био ментор Бомаршеу након што је открио дечаков таленат приликом случајног сусрета у радњи породице Карон. Охрабрио га је док је радио на новом проналаску, стекао његово поверење и одмах украо идеју за себе, написавши писмо Француској академији наука у којем описује „систем Лепо“. Бомарше је био огорчен када је у септембарском издању Le Mercure de France прочитао да је М. Лепо управо изумео најдивнији механизам за сат и написао је писмо новинама, бранећи проналазак као свој властити и позивајући Француску академију наука да се у то увере. „У интересу истине и моје репутације“, каже он, „не могу да дозволим да таква неверица прође у тишини и морам да тврдим да је то мој изум овог уређаја“. Лепо се бранио изјавом тројице језуита који су тврдили да им је показао такав механизам у мају 1753.
Следећег фебруара Академија је заиста пресудила да је тај механизам његов, а не Лепоов, катапултирајући га до звезда и осрамотивши Лепоа. Убрзо након тога, краљ Луј  XV затражио је да креира сат постављен на прстен за његову љубавницу Мадам Помпадур. Луј је био толико импресиониран резултатом да је Бомаршеа назвао „Краљевским испоручиоцем“ и породични посао Карон је напредовао.

## Пораст значаја

### Брак и ново име
1755. године Бомарше је упознао Мадлен-Катрин Обертан, удовицу, и оженио је следеће године. Помогла је Бомаршеу да обезбеди краљевску канцеларију, а он је одустао од сатова. Убрзо након венчања, усвојио је име „Пјер-Огистен Карон де Бомарше“, које је извео из „le Bois Marchais“, имена парчета земље које је припадало његовој супрузи. Веровао је да је то име звучало велелепније и аристократскије и истовремено је усвојио грб. Његова супруга умрла је мање од годину дана касније, што га је увело у финансијске проблеме, уз велике дугове.

### Краљевско покровитељство
Бомаршеови проблеми су се смањили када је именован да подучава харфу четири ћерке Луја XV. Његова улога је убрзо расла и постао је музички саветник краљевске породице. Карон је 1759. упознао Жозефа Париа Дивернеа, старијег и богатог предузетника. Бомарше му је помогао да стекне краљево одобрење за нову војну академију коју је градио, École royale militaire, а заузврат је Диверне обећао да ће му помоћи да се обогати. Њих двојица су постали врло блиски пријатељи и сарађивали су на многим пословним подухватима. Уз помоћ Дивернеа, Бомарше је стекао титулу секретара-саветника краља 1760–61, добивши тако приступ француском племству. 1763. године уследила је куповина друге титуле, положаја који је надгледао краљевске паркове. Отприлике у то време, заручио се за Полине Ле Бретон, која је потицала из породице која поседује плантаже у Сан Домингу, али је раскинуо када је открио да није толико богата као што је мислио.

### Посета Мадриду
У априлу 1764. Бомарше је започео десетомесечни боравак у Мадриду, наводно да би помогао својој сестри Лизет, коју је напустио њен вереник Клавијо, службеник у војном министарству. Док је био у Шпанији, највише се бавио пословима за Дивернеа. Тражили су ексклузивне уговоре за новостечену шпанску колонију Луизијана и покушали да стекну право на увоз робова у шпанске колоније у Америци. Бомарше је отишао у Мадрид са писмом представљања војводе Етјена Шоазела, који је сада био његов политички покровитељ. Надајући се да ће осигурати Клавијову подршку за његове послове тако што ће га везати браком, Бомарше је у почетку натерао Клавија да пристане да ожени Лизет, али када су се појавили даљи детаљи о Клавијовом понашању, брак је опозван.
Послови Бомаршеа су се одужили и провео је већи део свог времена упијајући атмосферу Шпаније, што ће се одразити на његова каснија писана дела. Иако се спријатељио са важним личностима попут министра спољних послова Грималдија, његови покушаји да обезбеди уговоре за Дивернеа на крају нису успели и вратио се кући у марту 1765. Иако се вратио у Француску са малом зарадом, успео је да стекне нове искуство, музичке идеје и идеје за позоришне ликове. Бомарше је размишљао да ово путовање претвори у представу, али је одлучио да је препусти другима - укључујући Гетеа, који је написао Клавиго 1774.

## Драматург
Бомарше се надао да ће постати конзул Шпаније, али је његов захтев одбијен. Уместо тога, концентрисао се на развој својих послова и почео да показује интересовање за писање драма. Већ је експериментисао у писању кратких фарси за приватну публику, али сада је имао амбиције да пише за позориште.
Његово име као писца утврђено је првом драмом Eugénie, која је премијерно изведена у Комеди Франсез 1767. године. Уследила је 1770. друга драма, Les Deux amis.

### Драме о Фигару
Бомаршеове представе о Фигару су Le Barbier de Séville, The Marriage of Figaro и La Mère coupable. Фигаро и гроф Алмавива, два лика која је Бомарше највероватније осмислио током својих путовања по Шпанији, били су (са Розином, касније грофицом Алмавивом) једини присутни у све три драме. Они су показатељи за промену друштвених ставова пре, током и после Француске револуције. Након првог читања рукописа Бомаршеове драме, краљ Луј XVI изјавио је да се „овај човек руга свему што се у влади мора поштовати“ и није дозволио да се то изведе. У мањој мери, представе Фигаро су полуаутобиографске. 
Le Barbier је премијерно приказан у Паризу 1775. Превод на енглески језик премијерно је изведен у Лондону годину дана касније, а након тога уследили су наступи у другим европским земљама.
Наставак, Le Mariage, цензура је у почетку одобрила 1781. године, али је Louis XVI забранио извођење након читања. Краљица Марија Антоанета жалила је због забране, као и различити утицајни чланови њене пратње. Ипак, краљ је био незадовољан сатиром представе о аристократији и одбацио је молбе краљице да дозволи њено извођење. Краљ је коначно попустио и укинуо забрану 1784. године. Представа је премијерно изведена те године и била је изузетно популарна чак и међу аристократском публиком. Моцартова опера заснована на драми, Фигарова женидба, премијерно је изведена само две године касније у Бечу.  Последња Бомаршеова представа, La Mère, премијерно је изведена 1792. у Паризу. 

## Препород Волтера
Убрзо после смрти Волтера у 1778, Бомарше одлучио да објави Волтерове комплетне радове, од којих су многи били забрањени у Француској. Права на већину Волтерових многих рукописа купио је од издавача у фебруару 1779. Да би избегао француску цензуру, поставио је штампарије у Келу, у Немачкој. Купио је комплетну ливницу и три фабрике папира. Седамдесет свезака објављено је између 1783. и 1790. Иако се потхват показао финансијским неуспехом, Бомарше је имао кључну улогу у очувању многих Волтерових каснијих дела која би иначе могла бити изгубљена.

## Изгнанство и смрт
Док је био ван земље, Бомаршеа су непријатељи лажно прогласили емигрантом (лојалистом старог режима). Провео је две и по године у изгнанству, углавном у Немачкој, пре него што је његово име уклоњено са списка забрањених емиграната. Вратио се у Париз 1796. године, где је остатак живота провео у релативном миру. Сахрањен је на гробљу Пер Лашез у Паризу.

## Опере
Године 1786. Волфганг Амадеус Моцарт је компоновао оперу Фигарова женидба, засновану на Фигаровој женидби, са либретом по мотивима драме. Неколико композитора, укључујући Паизјела 1782. године, написали су опере засноване на Севиљском берберину. Росинијева верзија из 1816. његово је најуспешније дело и још увек се често изводи. Даријус Мијо је 1966. компоновао оперу La mère coupable, засновану на Бомаршеовој представи La Mère.
Бомарше је такође либретиста опере Тараре Антонио Салијерија, која је имала премијеру у Паризу 1787.

## Приватан живот
Бомарше се женио три пута. Његова прва супруга била је Мадлен-Катрин Обертан; оженио 22. новембра 1756; умрла је под мистериозним околностима само 10 месеци касније. Оженио се Женевјев-Мадлен Ватеблед 1768. И друга супруга је умрла под мистериозним околностима две године касније, иако је већина научника веровала да је заиста боловала од туберкулозе. Пре смрти 1770. године родила је сина Огистена, али је умро 1772. године. Бомарше је живео са љубавницом Мари-Терез де Вилер-Мавлаз 12 година пре него што му је постала трећа супруга 1786. године. Заједно су добили ћерку Ежени.
Непријатељи су Бомаршеа оптуживали за тровање прве две жене како би полагао право на њихово породично наследство. Иако Бомаршеу током живота није недостајало љубавница, било је познато да дубоко брине и за породицу и за блиске пријатеље. Међутим, имао је репутацију да се жени ради финансијске добити. Иако није било довољно доказа који поткрепљују оптужбе, да ли је дошло до тровања и даље је предмет расправе.